# Цукричі
Цукричі (хорв. Cukrići) — населений пункт у Хорватії, в Істрійській жупанії у складі громади Светвинченат.

## Населення
Населення за даними перепису 2011 року становило 154 осіб.
Динаміка чисельності населення поселення:

## Клімат
Середня річна температура становить 13,36 °C, середня максимальна – 27,01 °C, а середня мінімальна – -0,90 °C. Середня річна кількість опадів – 863 мм.
| Клімат поселення                              | Клімат поселення | Клімат поселення | Клімат поселення | Клімат поселення | Клімат поселення | Клімат поселення | Клімат поселення | Клімат поселення | Клімат поселення | Клімат поселення | Клімат поселення | Клімат поселення | Клімат поселення |
| Показник                                      | Січ.             | Лют.             | Бер.             | Квіт.            | Трав.            | Черв.            | Лип.             | Серп.            | Вер.             | Жовт.            | Лист.            | Груд.            |                  |
| Середній максимум, °C                         | 9,93             | 10,68            | 13,55            | 16,98            | 22,08            | 26,26            | 27,01            | 26,91            | 22,40            | 17,70            | 12,69            | 9,53             |                  |
| Середня температура, °C                       | 4,53             | 5,27             | 8,13             | 11,56            | 16,66            | 20,82            | 23,20            | 23,11            | 18,58            | 13,88            | 8,88             | 5,71             |                  |
| Середній мінімум, °C                          | −0,9             | −0,15            | 2,71             | 6,13             | 11,24            | 15,42            | 19,40            | 19,29            | 14,78            | 10,08            | 5,06             | 1,90             |                  |
| Норма опадів, мм                              | 67               | 55               | 62               | 69               | 60               | 70               | 48               | 73               | 78               | 98               | 105              | 78               |                  |
| Середньомісячна швидкість вітру, м/с          | 2.37             | 2.63             | 2.76             | 2.70             | 2.41             | 2.32             | 2.31             | 2.28             | 2.33             | 2.52             | 2.66             | 2.58             |                  |
| Середньомісячна сонячна радіація, кДж/м²·день | 4532             | 7450             | 10793            | 15313            | 19615            | 21351            | 22375            | 19371            | 14268            | 9203             | 4985             | 3865             |                  |
| --------------------------------------------- | ---------------- | ---------------- | ---------------- | ---------------- | ---------------- | ---------------- | ---------------- | ---------------- | ---------------- | ---------------- | ---------------- | ---------------- | ---------------- |
| Джерело:                                      |                  |                  |                  |                  |                  |                  |                  |                  |                  |                  |                  |                  |                  |